# Parc historique national de Trakai
Le parc historique national de Trakai est l'un des cinq parcs nationaux de Lituanie. D'une superficie de 82 km², c'est le seul parc historique national d'Europe.

## Histoire et description
Le parc est créé en 1991 pour protéger la ville historique de Trakai, située à environ 25 kilomètres à l'ouest de Vilnius, ainsi que les forêts, lacs et villages environnants. Le parc est inscrit sur les listes indicatives de l’UNESCO. Il y a 32 lacs dans le parc. 
La forêt de Kudrionys et les zones humides de Plomėnų et Varnikai, où de nombreux mammifères et espèces d’oiseaux trouvent refuge, sont intéressantes. Le marais de Plomėnų possède une grande colonie de sauvagine et de nombreuses espèces de plantes protégées. Le lac Plomėnų  abrite de grandes colonies de mouettes rieuses. La réserve de Varnikai peut être explorée sur un sentier de randonnée.
Le parc est célèbre pour le nombre de sites touristiques et son environnement attrayant.

## Galerie

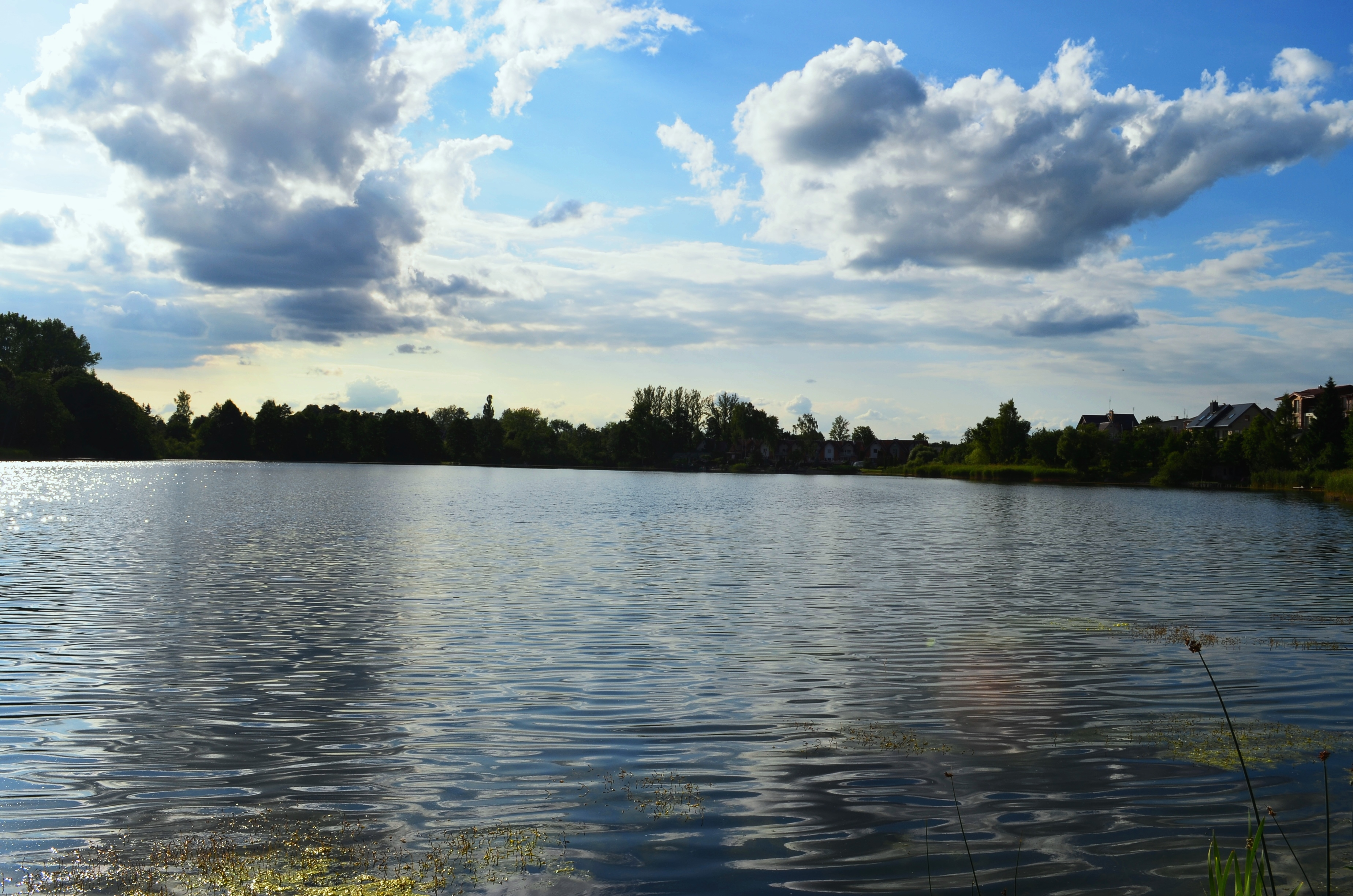
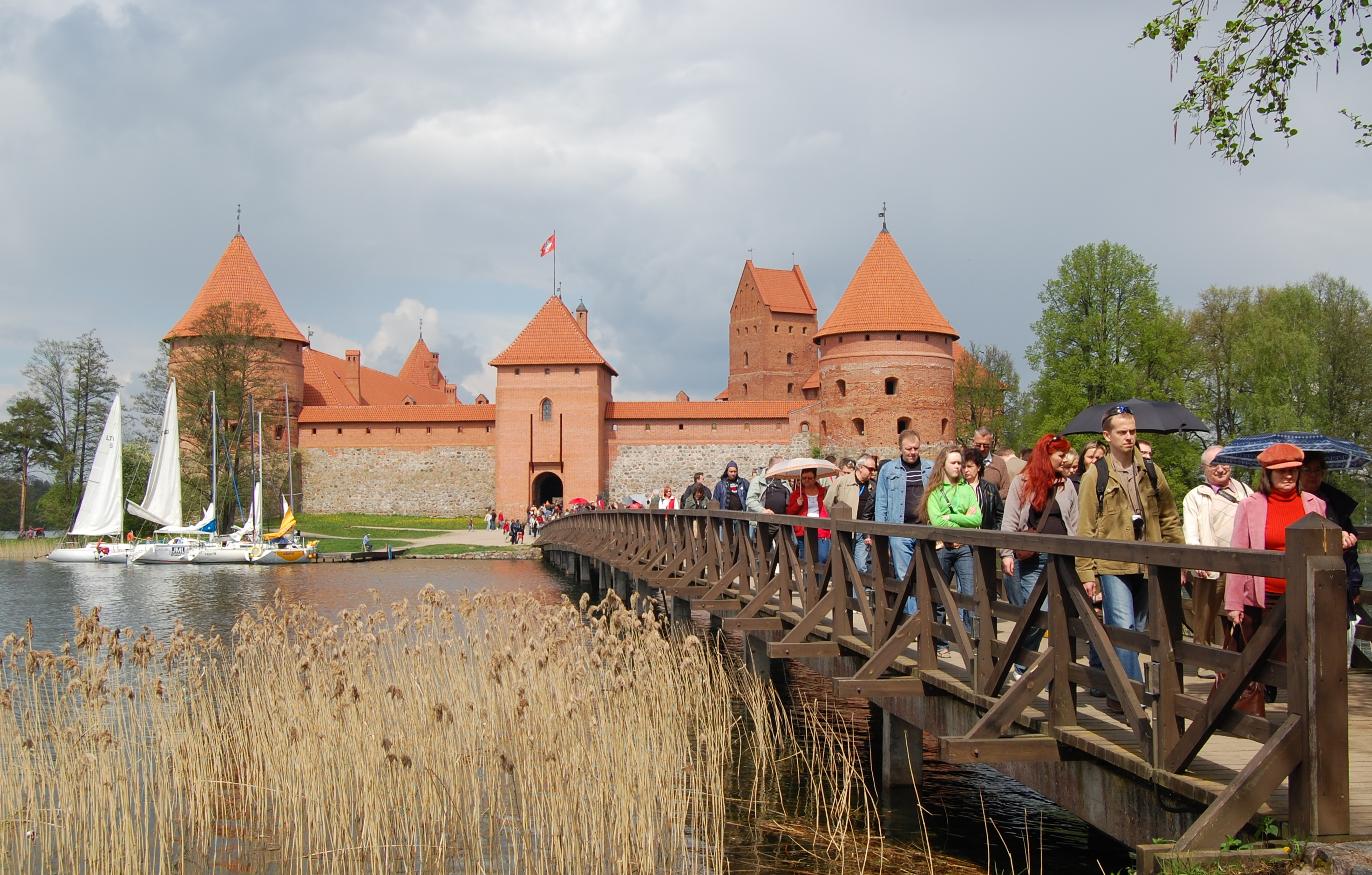
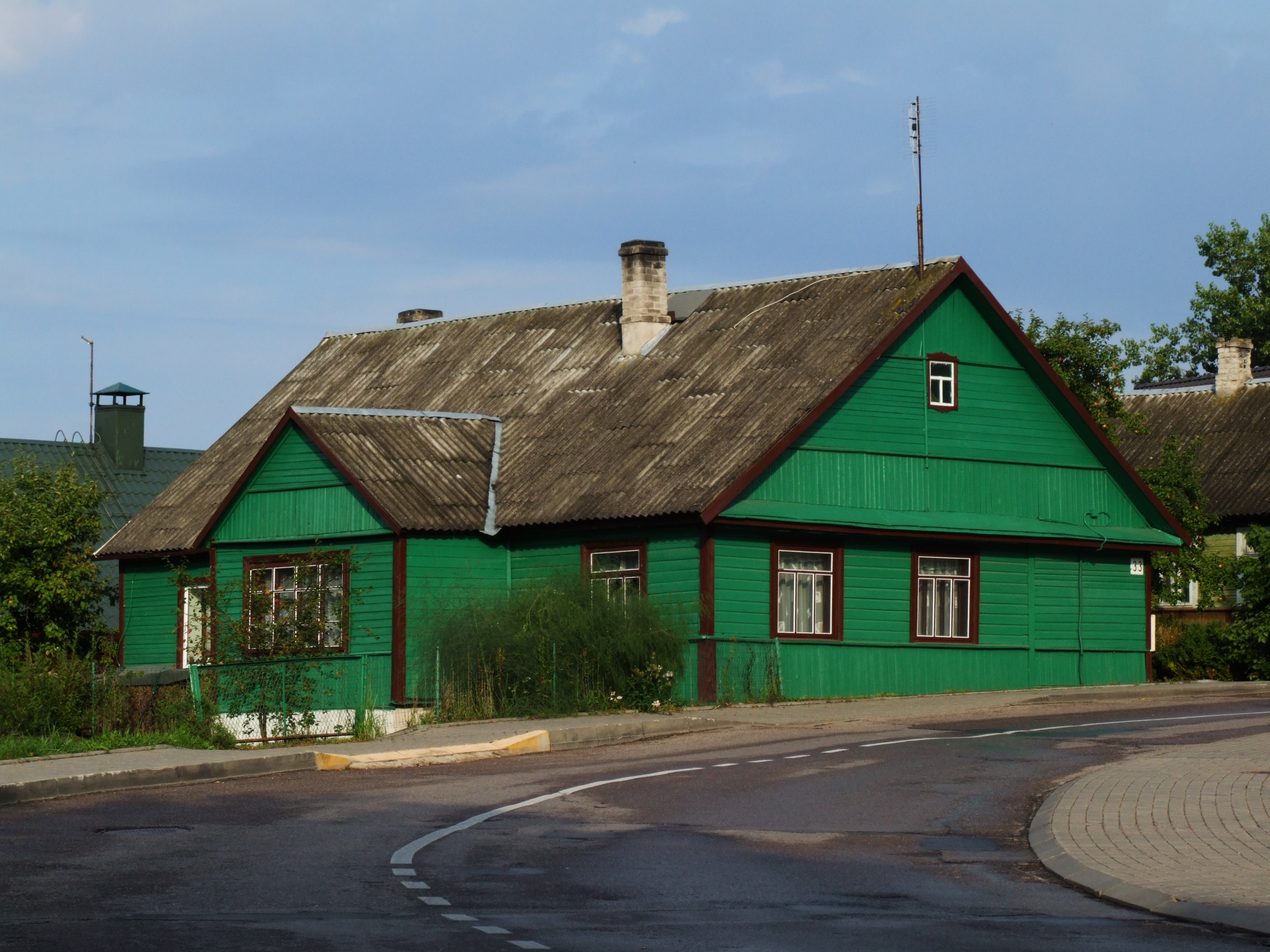